# Дерех Віталій Мирославович
Віталій Мирославович Дерех (3 вересня 1987, м. Тернопіль — 28 травня 2022, біля м. Попасна, Луганська область, Україна) — український журналіст, митець, пластун, лицар куреня «Орден Залізної Остроги». Під час війни став військовослужбовцем — молодший сержант, командир протитанкого відділення 3-го окремого батальйону спеціального призначення 1 ОБрСпп ім. Івана Богуна ЗСУ. Герой України (2023, посмертно).

## Життєпис
Віталій Дерех народився 3 вересня 1987 року в місті Тернополі.
Закінчив Галицький коледж імені В'ячеслава Чорновола. Працював журналістом газети «20 хвилин». У 2013 році від редакції їздив в експедицію в Південну Африку та Мадагаскар.
Активний учасник Революції гідності в складі 15-ї сотні Самооборони Майдану. Рятував людей на Інститутській 20 лютого.
Пластував в 29-у курені УПЮ ім. Юрія Старосольського, згодом разом із своїм гуртком «Сірі Вовки» (в якому також був Віктор Гурняк, Герой України, загинув в бою за Україну в 2014) — в 77 курені УПЮ ім. Івана Гавдиди, де і був впорядником, коли перейшов в старші пластуни. Учасник та інструктор у військово-патріотичному таборі «Легіон».
У 2014 році пішов добровольцем в батальйон «Айдар» Збройних сил України; воював до липня 2015 року. У 2016—2018 роках працював в Муніципальній варті м. Івано-Франківськ, зокрема рятувальником.
З початком російського вторгнення в Україну 2022 року вступив до 1-ї окремої бригади спеціального призначення імені Івана Богуна, в складі якої брав участь в боях під Києвом, опісля на Луганщині. Керував розрахунком протитанкових засобів, з яким ліквідував не одну одиницю ворожої техніки та особового складу. Врятував життя багатьох побратимів.
Під командуванням Віталій у травні 2022 року розрахунок ПТРК «Скіф» («Стугна-П») знищив 15 одиниць техніки ворога.
Загинув 28 травня 2022 року біля м. Попасна Луганської області внаслідок авіаційного удару.
Похований 2 червня 2022 року на алеї Героїв, що на Микулинецькому цвинтарі міста Тернополя.

## Нагороди
- звання Герой України з удостоєнням ордена «Золота Зірка» (8 липня 2023, посмертно) — за особисту мужність і героїзм, виявлені у захисті державного суверенітету та територіальної цілісності України, самовіддане служіння Українському народові[3];
- орден «За мужність» III ступеня (6 вересня 2016) — за особисту мужність і високий професіоналізм, виявлені у захисті державного суверенітету та територіальної цілісності України, вірність військовій присязі;
- почесний громадянин Тернопільської області (2023, посмертно)[4];
- почесний громадянин міста Тернополя (22 серпня 2022, посмертно)[5][6].

## Вшанування пам'яті
У травні 2022 року на честь Віталія Дереха назвали розрахунок 3-го батальйону Першої окремої бригади спеціального призначення імені Івана Богуна.
24 лютого 2025  року на фасаді домівки Тернопільського Пласту відкрили меморіальні дошки п’ятьом полеглим Героям-пластунам Богдану Сенюку, Сергію Коновалу, Миколі Погорілому, Віктору Гурняку, Віталію Дереху.